# Kanuchuan River (Gods Lake)
Der Kanuchuan River ist ein 4,5 km langer Fluss im Norden der kanadischen Provinz Manitoba. 
Der Kanuchuan River fließt vom südlich gelegenen Beaver Hill Lake in östlicher Richtung zum Südende des Gods Lake. Etwa einen Kilometer oberhalb der Mündung liegen die Stromschnellen Kanuchuan Rapids. Der Kanuchuan River gehört zum Flusssystem des Hayes River. 